# Ladislav Ferebauer
Ladislav Ferebauer (* 25. duben 1957 České Budějovice) je bývalý český cyklista.
Svou kariéru zahájil jako cyklokrosař, ale jeho hlavní specializací se postupem času stala silniční cyklistika. Byl členem cyklistického týmu Rudá hvězda Plzeň. Vyhrál celkovou klasifikaci etapových závodů Lidice 1978, Tour Bohemia 1979 a 1980, Okolo Maroka 1981 a Porýním-Falcí 1981. Vybojoval také etapová prvenství na Tour de l'Avenir, Okolo Slovenska a Okolo Lucemburska. Zúčastnil se čtyř ročníků Závodu míru (1979, 1980, 1981 a 1983), nejlepšího výsledku dosáhl 1983, kdy byl desátý mezi jednotlivci a pomohl týmu Československa ke třetímu místu v soutěži družstev. Reprezentoval Československo na olympiádě 1980 v Moskvě, kde skončil v závodě jednotlivců na 37. místě. Na mistrovství světa v silniční cyklistice 1983 v Altenrheinu dojel dvaatřicátý.